# Quijorna
Quijorna là một đô thị trong Cộng đồng Madrid, Tây Ban Nha. Đô thị Torrejón de Velasco có diện tích 25 km², dân số theo điều tra năm 2010 của Viện thống kê quốc gia Tây Ban Nha là 2850 người. Đô thị Torrejón de Velasco nằm ở khu vực có độ cao 588 mét trên mực nước biển.